# トマス西
トマス西六左衛門（トマス にし ろくざえもん、1590年 - 1634年11月17日（寛永11年9月17日））は、安土桃山時代から江戸時代初期にかけてのキリスト教（カトリック）の司祭。1987年に「聖トマス西と15殉教者」の一人としてカトリック教会の聖人に列せられた。

## 生涯
1590年（天正18年）、ガスパル西の次男として肥前国松浦郡生月島（現在の長崎県平戸市）で誕生。母はウルスラ・トイ。両親は敬虔なキリシタンであり、自身もカトリックの幼児洗礼を受けた。幼少のころ有馬（現在の長崎県南島原市）のセミナリオで勉学に励み、同宿（教会や修道院で奉仕する人）になり、1620年にマニラに渡る。1624年、ドミニコ会に入り「ロザリオのトマス」の修道名を授かる。1626年、司祭に叙階され、帰国して迫害に苦しむ信者たちを励まし秘跡を授け、江戸幕府の役人の目から逃れてきた。しかし、ともに司牧にあたっていた同会のジョルダーノ・アンサローネ神父を看病している最中に捕らえられ、長崎に連行された。拷問を受け棄教を迫られたがそれに屈せず信仰を貫き、1634年11月17日（寛永11年9月17日）、西坂の丘で逆さ吊りの刑を受け殉教（死去）した。
同時期に殉教したドミニコ会関係者15人とともに、1981年にマニラでカトリック教会の福者にあげられ、6年後の1987年にローマ教皇ヨハネ・パウロ2世によって列聖された。同時に列聖されたヤコボ朝長、ビセンテ塩塚とともに、日本人司祭として初めての聖人となった。